# Michael Irvin
Pro Football Hall of Fame 2007
(en) Statistiques sur pro-football-reference
Michael Jerome Irvin, né le 5 mars 1966 à Fort Lauderdale, est un joueur américain de football américain évoluant au poste de wide receiver. Sélectionné en onzième position lors de la draft 1988 de la NFL, Irvin réalise toute sa carrière en National Football League avec les Cowboys de Dallas avec qui il remporte trois Super Bowls (XXVII, XXVIII et XXX).
Au début des années 1990, il forme avec le quarterback Troy Aikman et le running back Emmitt Smith la « triplette » de Dallas. Après sa carrière sportive, il devient consultant télévisuel d'abord pour ESPN puis pour le NFL Network. En 2007, il est intronisé au Pro Football Hall of Fame.

## Biographie

### Jeunesse
Michael Jerome Irvin naît le 5 mars 1966 à Fort Lauderdale et est le quinzième des dix-sept enfants de Walter et de Pearl Irvin. Il suit ses études secondaires à la Piper High School (Florida) (en) de Sunrise puis à la   St. Thomas Aquinas High School (Florida) (en) de  Fort Lauderdale où il joue dans les équipes de football américain et de basket ball. L'équipe de football américain de la St. Thomas Aquinas High School est restée invaincue durant sa participation et a remporté le championnat d'état de Floride.

### Carrière universitaire
Irvin obtient une bourse de l'Université de Miami pour jouer dans son équipe de football américain, les Miami Hurricanes,  avec qui il joue en NCAA. Sous la direction de Jimmy Johnson, Irvin bat les records en réceptions de l'université et fait partie des joueurs qui ont permis aux Hurricanes de remporter le championnat national en 1987. Il est sélectionné par la Draft 1988 de la NFL et décide alors de ne pas jouer sa dernière saison universitaire.

### Carrière professionnelle
Irvin est sélectionné en 1988 à la 11e place (premier round) par les Cowboys de Dallas. Il est le premier receveur des Cowboys en vingt saisons à débuter comme titulaire la première rencontre de la saison. Il inscrit son premier touchdown en carrière. Évoluant au poste de wide receiver avec le no 88 au sein de cette franchise, il y reste jusqu'à la saison 1999.
Il fait partie de la « triplette » de Dallas avec le quarterback Troy Aikman et le running back Emmitt Smith. Celle-ci dynamise l'escouade offensive de l'équipe et gagna trois Super Bowls (1993, 1994 et 1996),.
Il participe également cinq fois au Pro Bowl (1991, 1992, 1993, 1994 et 1995).
Ses statistiques en fin de carrière sont de 750 réceptions, 11 904 yards gagnés sur réceptions (15,9 yards de moyenne) et 65 touchdowns.
Il a participé à l'émission américaine Dancing with the Stars. Il a aussi fait une apparition au côté de l'acteur Shemar Moore au début d'un épisode de la série "Esprits Criminels"(Criminal Minds) pour promouvoir l'exercice physique auprès des enfants.

### Affaires judiciaires
En 1996, Michael Irvin est arrêté pour détention et consommation de stupéfiants,,,.
En 2000 puis en 2005, Michael Irvin a de nouveau des démêlés avec la justice pour des affaires de drogues,.

### Opinions
En 2006, il se fait remarquer par une plaisanterie valorisant les ascendances afro-américaines supposées des champions sportifs.
En 2017, Michael Irvin s’oppose au Président Donald Trump, qu'il accuse de vouloir opposer les sportifs afro-américains aux sportifs blancs.

### Vie privée
Michael Irvin est marié à Sandy Harrell, le couple a trois enfants.
En 2019, il annonce qu'il est atteint d'un cancer de la gorge.